# Лундин, Бритт-Мари
Бритт-Мари́ Лу́ндин (швед. Britt-Marie Lundin, в замужестве Бритт-Мари́ Э́риксон, швед. Britt-Marie Ericson; род. 25 января 1950) — шведская кёрлингистка.

## Достижения
- Чемпионат Европы по кёрлингу: золото (1977), серебро (1975).
- Чемпионат Швеции по кёрлингу среди женщин: золото (1975, 1976)[1].

## Команды
| Сезон   | Четвёртый       | Третий            | Второй             | Первый             | Турниры  |
| ------- | --------------- | ----------------- | ------------------ | ------------------ | -------- |
| 1974—75 | Элизабет Бранес | Бритт-Мари Лундин | Анна-Мари Эрикссон | Ева Розенхед       | ЧШЖ 1975 |
| 1975—76 | Элизабет Бранес | Ева Розенхед      | Бритт-Мари Лундин  | Анна-Мари Эрикссон | ЧЕ 1975  |
| 1975—76 | Элизабет Бранес | Ева Розенхед      | Анна-Мари Эрикссон | Бритт-Мари Лундин  | ЧШЖ 1976 |
| 1977—78 | Элизабет Бранес | Ева Розенхед      | Бритт-Мари Эриксон | Анна-Мари Эрикссон | ЧЕ 1977  |

(скипы выделены полужирным шрифтом)